# 中華網科技

中華網標誌

中华网科技成立于1999年5月，是中華人民共和國一家提供資訊的互聯網公司，旗下擁有門戶網站中華網。

## 资本运营历史
1999年7月，原中华网（Nasdaq:CHINA）在纳斯达克上市，融资8600万美元；2000年1月，又发行新股募集到3亿美元。2000年3月，中华网又将其旗下香港网国际网络公司分拆在香港創業板上市，名为“香港网”，上市代碼為8006，募得13亿港元即1.7亿美元。
科技股泡沫破裂后，中华网公司改名为CDC，逐渐将业务由互联网转变为软件开发，先后收购了铂金（中国）有限公司、ROSS系统公司、IMI（Industri-Matematik International）、CIP-Global Aps公司、Pivotal公司。组建了从ERP、CRM、HRP、SCM到BI等软件开发的集团公司。
2005年5月30日，CDC子公司香港网国际网络公司发表公告，名称更改为中华网科技公司（China.com Inc.），并接收CDC的互联网资产，同時注入资产到“www.china.com”和“www.hongkong.com”两个门户网站。

## 目前状况
中华网科技目前运营门户网站“中华网”，并有多款网络游戏运营中。
2008年，中華網宣佈將股份40股合1。
中華網2013年2月14日宣布，控股股東CDC信託及M Interactive向啟益控股出售7,949萬股股份，約佔發行股本74.17%，每股作價4.1元，較該股停牌前收市價3.97元有3.3%溢價，總作價3.259億元；交易協議已在1月底完成。啟益由陳穎臻全資擁有。
到了2013年8月9日，當時中華網科技公司（中國華泰瑞銀控股有限公司（2013年11月26日更名）前身），以79,720,000港元出售予北京华网汇通技术服务有限公司，也就是現時為国广环球传媒控股有限公司（中国国际广播电台与中国国际广播电视网络台控股公司）的控股公司，原因是受到外圍經營成本高居不下，因而經營困難。
2017年12月15日，中华网宣布中华网论坛将于2017年12月31日正式停止运营。